# Дзанин, Марио
Марио Дзанин (итал. Mario Zanin; род. 3 июля 1940, Санта-Лучия-ди-Пьяве, Венеция) — итальянский велогонщик, олимпийский чемпион (1964).

## Карьера
В 1962 году, в возрасте 22 лет дебютировал на Тур де л'Авенир на котором смог занять второе и третье место на двух этапе. Самым значительным его успехом стала победа на Гран-Премио Бельведере в 1963 году и чемпионате Италии по шоссейному велоспорту среди любителей в 1964 году.
Дзанин стал олимпийским чемпионом в групповой шоссейной гонке на летних Олимпийских играх 1964 года в Токио. 
На следующий год после своей олимпийской победы он перешёл в профессионалы, где выступал за различные команды. Трижды выступил на гранд-турах
Джиро д'Италия и Вуэльта Испании. Смог выиграть один этап на Вуэльте.
После сезона 1968 года завершил свою активную карьеру в возрасте 28 лет. Как профессиональный гонщик он смог одержать лишь одну победу.

## Достижения
1962
Circuito di Sant'Urbano
Tour du Latium amateurs
Генеральная классификация
1-й этап
1963
Джиро дель Бельведере
1964
 Олимпийские игры — групповая гонка
 Чемпионат Италии — групповая гонка (любители)
2-й на Coppa Città del Marmo
3-й на Coppa Città di San Daniele
10-й  Чемпионат мира — групповая гонка (любители)
1966
11-й этап Вуэльта Испании

## Статистика выступления наГранд-турах
| Гонка / Год     | 1965 | 1966   | 1967 | 1968 |
| --------------- | ---- | ------ | ---- | ---- |
| Джиро д'Италия  | 67   | —      | —    | DNF  |
| Тур де Франс    | —    | —      | —    | —    |
| Вуэльта Испании | —    | DNF-18 | —    | —    |